# Museo Picasso de Barcelona
El Museo Picasso de Barcelona, oficialmente y en catalán Museu Picasso, posee una colección de más de 3500 (4251) obras del pintor malagueño Pablo Picasso en los múltiples medios que abordó (pintura, escultura, dibujo, grabado), la más completa del mundo en obras de su juventud. Se encuentra situado en la calle Montcada de la Ciudad Condal. Abrió sus puertas al público por primera vez el 9 de marzo de 1963. Está declarado museo de interés nacional por la Generalidad de Cataluña.

## Historia
En 1953 Pablo Picasso, por mediación de Juan Temboury, se planteó donar obras para un museo en Málaga, su ciudad natal, iniciativa que quedó frustrada tras recibir la negativa por parte de las autoridades malacitanas de la época a aceptar dicha donación.
En 1960, Jaime Sabartés, amigo personal y secretario del artista desde 1935, con el consentimiento de Picasso, propuso al Ayuntamiento de Barcelona la posibilidad de crear un museo dedicado exclusivamente al artista malagueño. El 27 de julio del mismo año se firmó el acuerdo que constituía el museo. La colección se inició con la donación de la colección privada del propio Sabartés. Sin embargo, el Ayuntamiento de Barcelona ya era propietario de algunas obras de Picasso, como Arlequín, donada por el propio Picasso, o las 22 obras provenientes de la Colección Plandiura, adquirida conjuntamente con la Generalidad de Cataluña en 1932.
El museo se inauguró oficialmente el 9 de marzo de 1963, bajo el nombre de Colección Sabartés, debido a las conocidas diferencias políticas entre Picasso y el régimen franquista que gobernaba en ese momento. Incluso el entonces alcalde Porcioles llegó a desobedecer instrucciones del gobierno central para poder abrir el museo. El museo se ubicó en el Palacio Aguilar, el número 15 de calle de Montcada. En esta primera época, la colección estaba formada básicamente por la propia colección Sabartés, algunas litografías y carteles, más algunas obras que se recogieron del Museo Nacional de Arte de Cataluña. También se incluyeron los dibujos de la colección privada de Luis Garriga Roig. El mismo año se incorporaron una donación de Salvador Dalí -Un libro con grabados que Picasso había hecho para Las metamorfosis de Ovidio - y un collage donado por Gala, Cabeza, de 1913. 
Con los años, la colección se fue ampliando progresivamente con donaciones, como la de los 7 dibujos -fechados entre 1899 y 1904 - que Sebastià Junyer Vidal dio el 1966. Dos años más tarde, el 1968, Sabartés murió y el propio Picasso entregó a la pinacoteca una serie de 58 cuadros sobre Las Meninas de Velázquez, así como el Retrato azul de Sabartés, de 1901. Además, se comprometió a dar al museo una copia de cada nuevo grabado que realizara.

## La colección
En 1970 el pintor realizó una segunda donación consistente en más de 920 obras de estilos y técnicas diferentes. Las donaciones siguieron y el museo creció en importancia. En 1982 su viuda hizo entrega al museo de más de cuarenta piezas de cerámica. Al año siguiente, los herederos hicieron donación de 117 grabados. La colección se ha ido completando con diversas donaciones, tanto de particulares como de diversas galerías de arte.
La mayoría de las pinturas que se exponen en el museo corresponden al periodo comprendido entre 1890 y 1917. Destacan obras como Ciencia y caridad de 1897 o Arlequín de 1917. De la época posterior al periodo azul del artista, el museo dispone de muy pocas obras. Una de las más importantes es la serie de Las Meninas, pintada en 1957. 
La colección de grabados y litografías comprende básicamente el periodo comprendido entre 1962 y 1982. El propio Picasso entregó al museo una copia de cada una de sus obras producidas tras la muerte de Sabartés en 1968. Además, se incluyen algunas de las ilustraciones que el malagueño realizó para diversas ediciones de libros. La exposición del museo se completa con la cerámica, donada por Jacqueline Picasso, viuda del artista.

### Ampliación del museo y de las colecciones

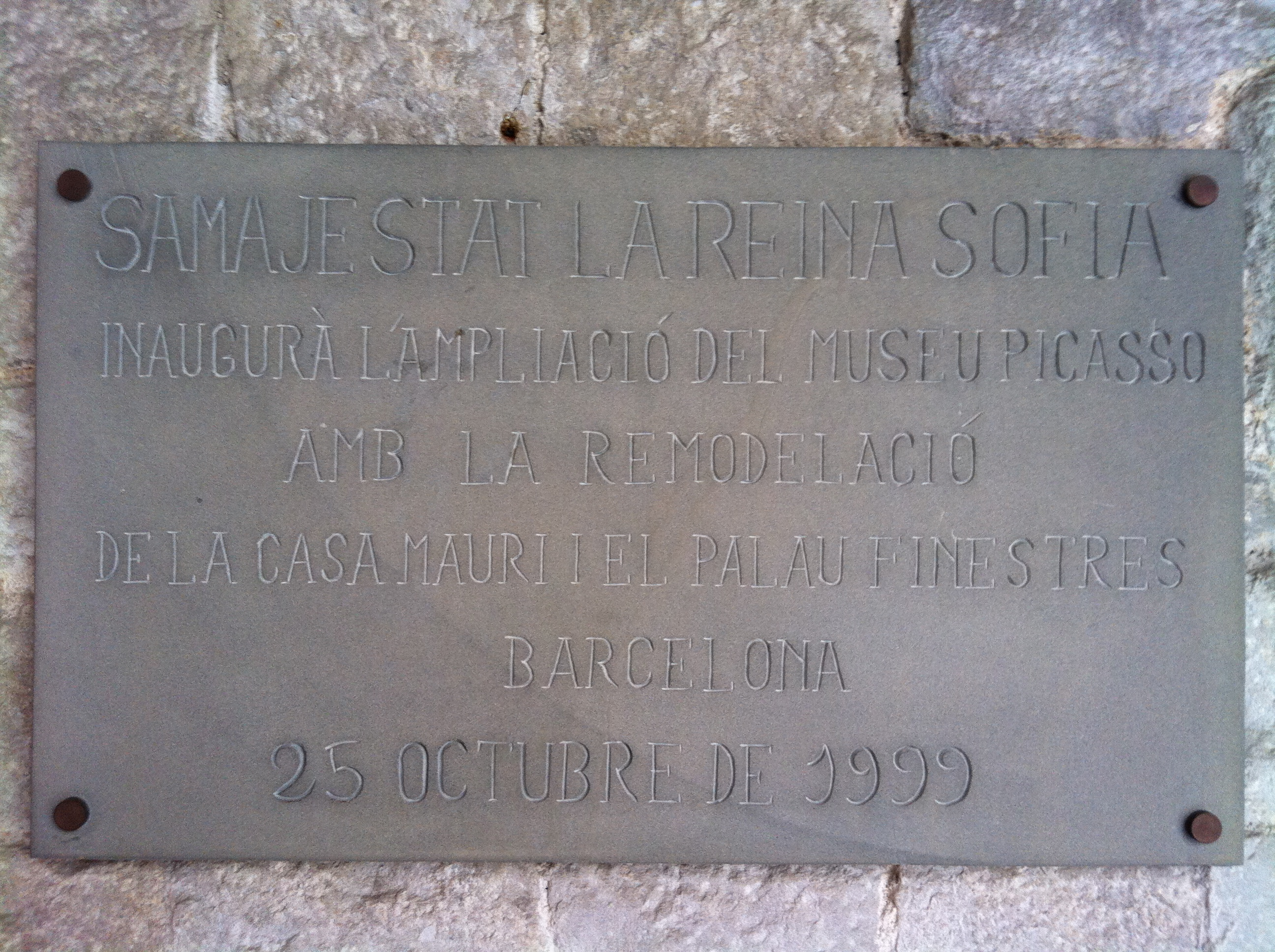
Placa conmemorativa de la ampliación del Museo en 1999, con la adquisición de la Casa Mauri y el Palacio Ventanas

En diciembre de 1970 se produjo la primera de una serie de ampliaciones del museo, anexando el Palacio del Barón de Castellet, anexo al Palacio Aguilar. El 8 de mayo de ese mismo año el pintor había realizado una segunda donación, consistente en 921 obras de estilos y técnicas diferentes. Era toda la colección que su familia tenía guardada en la ciudad, básicamente formada por obras tempranas. Picasso moriría en 1973.
Con el tiempo las donaciones siguieron y el museo creció en importancia. El 1982 Jacqueline Roque, su viuda, hizo entrega al museo de 41 piezas de cerámica y el fotógrafo Roberto Otero dio una recopilación gráfica con 80 fotografías del pintor y de su círculo. 
Al año siguiente, los herederos, junto con la Galería Louise Leiris, hicieron donación de 117 grabados. Durante los inicios de los años 80 la colección se fue completando con diversas donaciones, tanto de particulares como de diversas galerías de arte y algunas adquisiciones. Algunas donaciones destacables son los donativos de Domingo Carlos y la Editorial Gustavo Gili, entre otros. Poco después, en 1985, se haría una nueva ampliación, con la anexión del Palacio Meca. Ese mismo año el museo recibe, por legado del político británico Lord Amulree, el gouache La ofrenda (1907), de excepcional importancia al ejemplificar la etapa precubista a la que pertenece Las señoritas de Avignon .
Durante los años 90 se recibieron algunas donaciones, como Busto de mujer o Hombre sentado. También se adquirieron obras como Retrato de Jacqueline con cinta, entre otros. A finales de esa misma década se realizó una nueva ampliación del museo, con la adquisición de la Casa Mauri y el Palacio Finestres, ambos en la misma calle y anexos al museo. Esta nueva ampliación se realizó con el objetivo de habilitar un espacio para exposiciones temporales, que se inauguraría el 1999, dotando al museo de 3.400 m² añadidos, una sala de actos y más espacio para los servicios. La ampliación se inauguró con la exposición temporal Picasso: paisaje interior y exterior, con más de 200 obras del artista creadas entre 1917 y 1970.

### SigloXXI

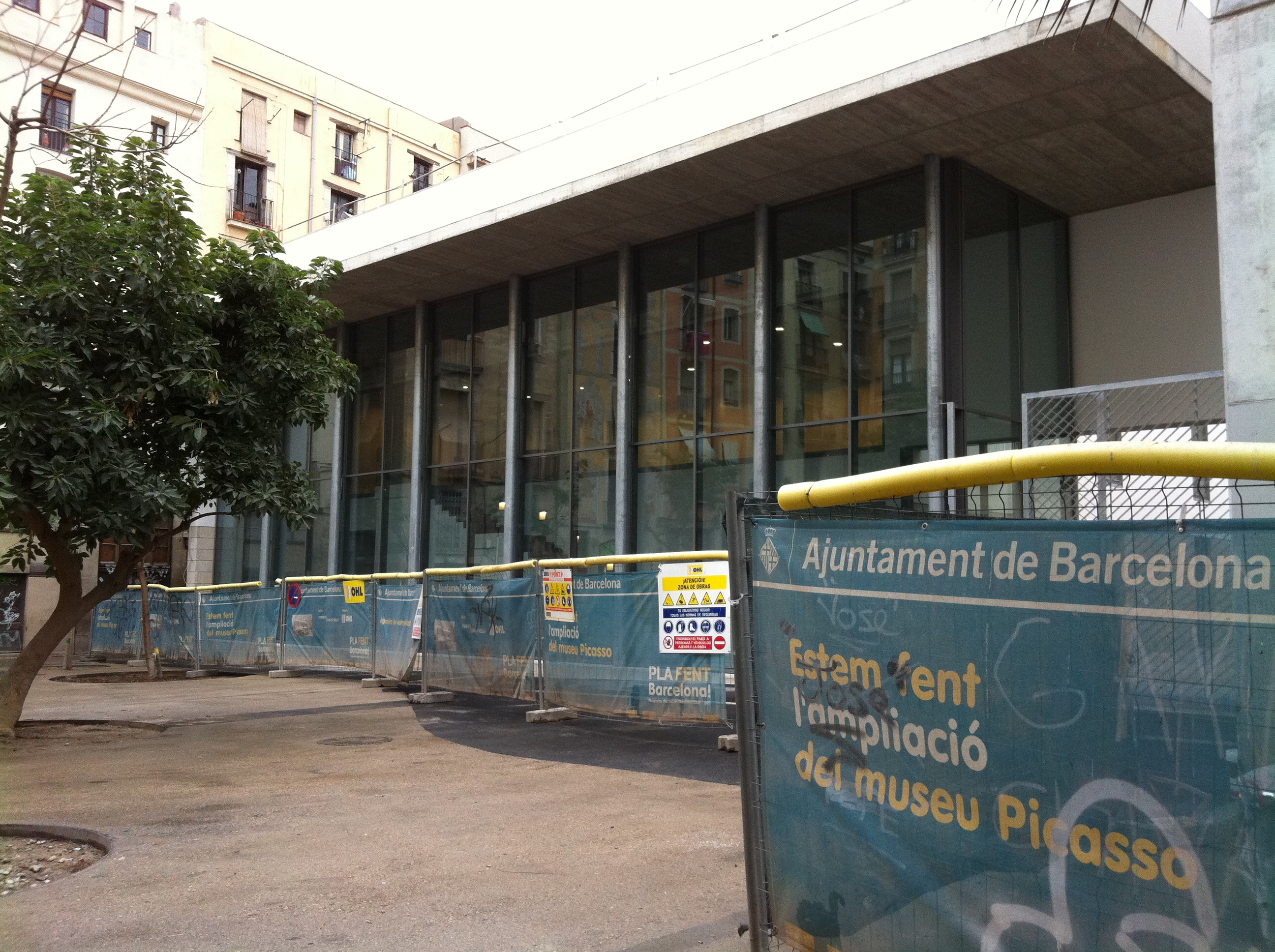
Ampliación del museo en la plaza Sabartés. Centro de Conocimiento e Investigación

En el año 2003 se replanteó la exposición permanente, se remodelaron los espacios interiores y se reordenó la presentación de obras. Dos años más tarde, el 2005, la Generalidad de Cataluña declaró la institución como museo de interés nacional.
En 2006 María Teresa Ocaña i Gomà, directora desde 1983, dejó el cargo para pasar a dirigir el Museo Nacional de Arte de Cataluña. Pepe Serra fue nombrado director del museu el mismo año. El 2008 se presentó la nueva ordenación de la colección permanente y se abrieron nuevas salas dedicadas a los grabados y una dedicada a Jaume Sabartés. El 2009 fue uno de los 40 museos de arte más visitados del mundo, según The Art Newspaper. También creó una red catalana dedicada al pintor (o no), firmando un convenio con el resto de espacios culturales vinculados al pintor, como el Ayuntamiento de Gósol, el Centro Picasso de Horta de San Juan y la Fundación Palau de Caldas de Estrach, con el objetivo de potenciar la figura del artista por el territorio catalán.
En el año 2010 el museo inició un proyecto de mejora de la presencia activa en las redes sociales, como Twitter, Flickr y Facebook, que fue premiado por MW2010 con el premio a la mejor labor en gestión de comunidades 2.0 en el entorno de museos. Muchos de los nuevos proyectos se basan en potenciar la investigación y el conocimiento desde el propio museo, convirtiendo esta parte en un espacio de debate más participativo.
Con motivo de conseguir espacio para los nuevos proyectos del museo, se ha construido un edificio de nueva planta en la plaza Sabartés, detrás de la calle Montcada. El edificio es obra del arquitecto Jordi Garcés, quien ya realizó la anterior ampliación del museo.

## Edificios

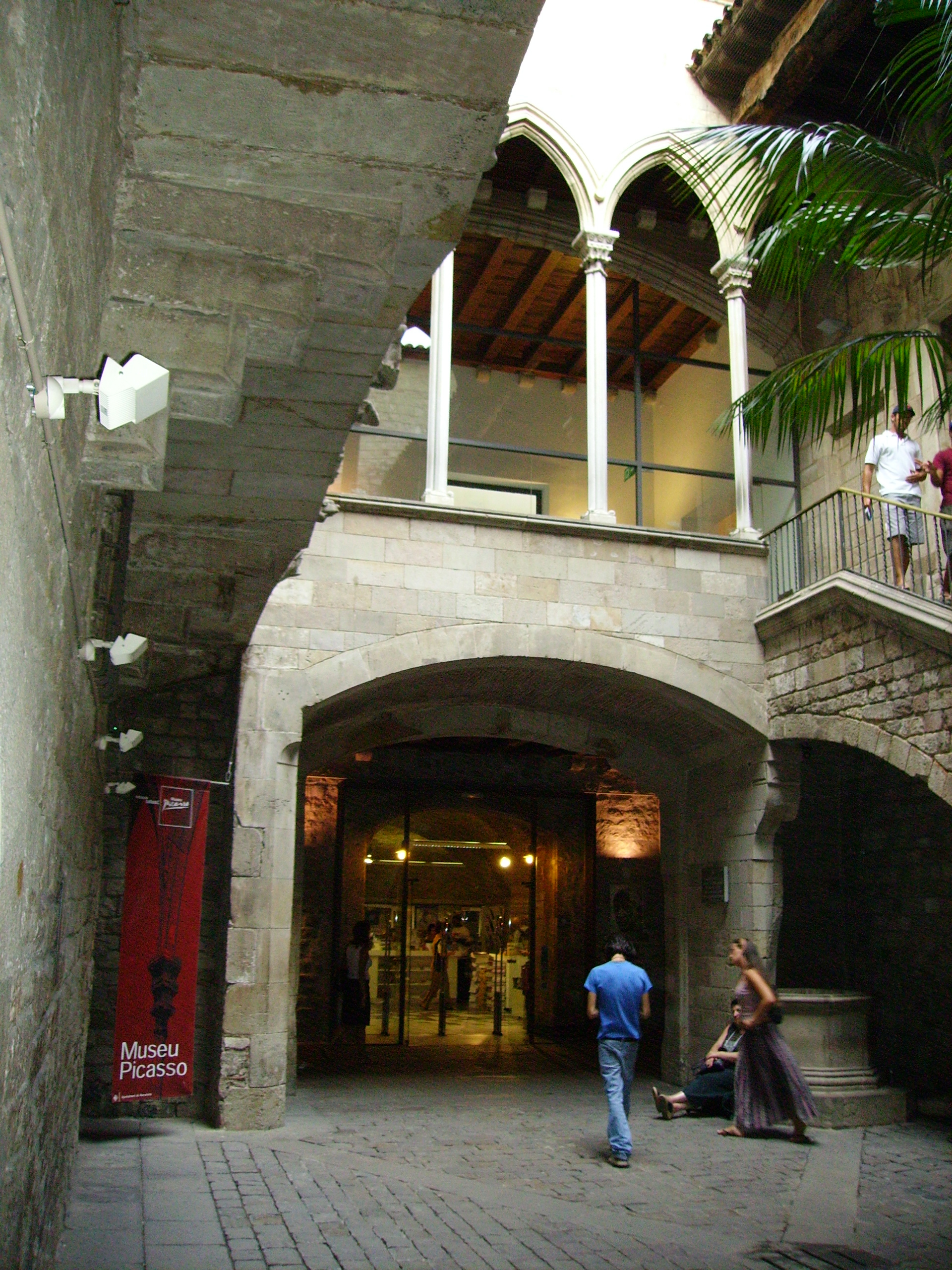
Acceso principal al museo

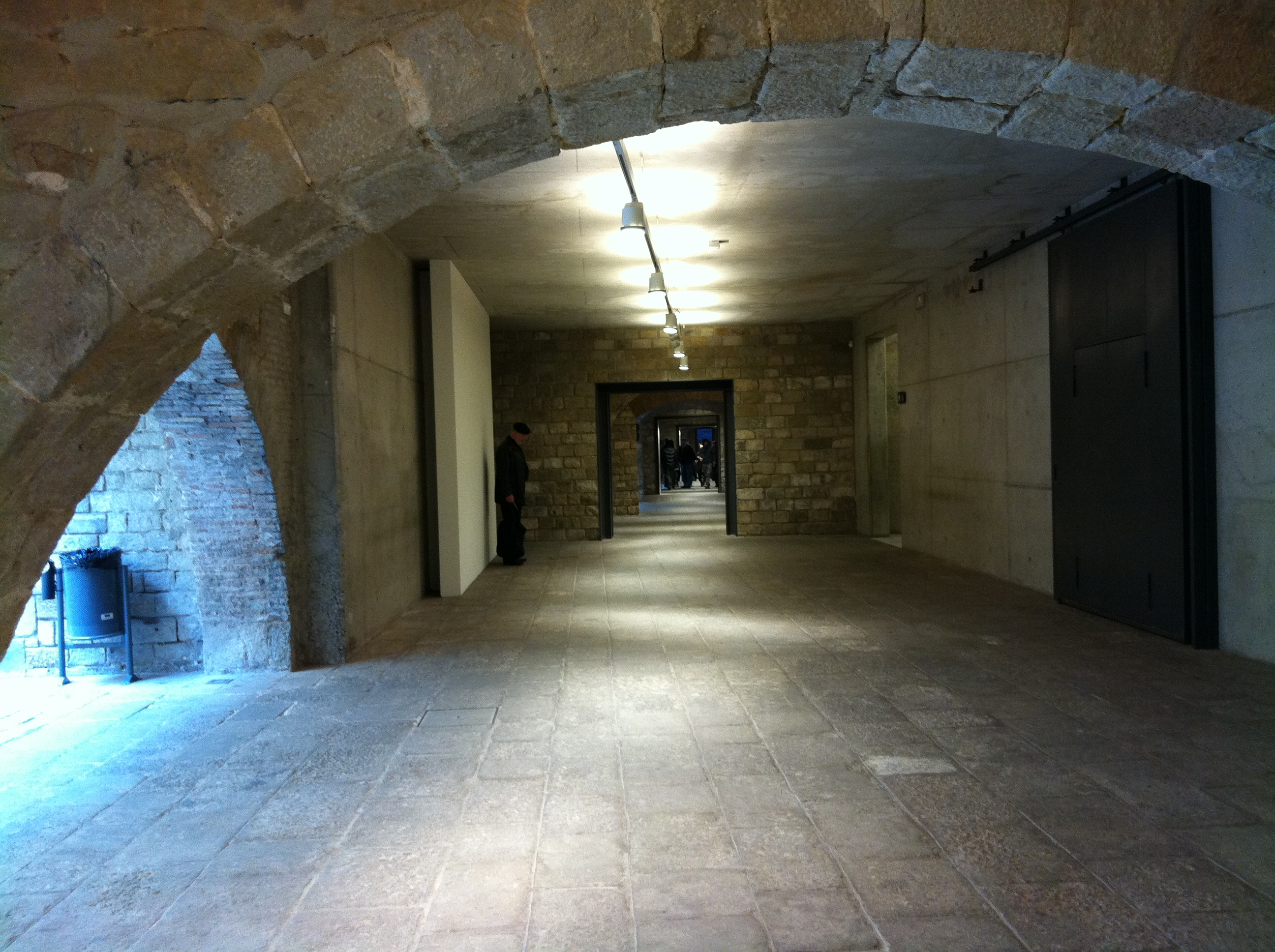
Pasillo interior que conecta los 5 centros

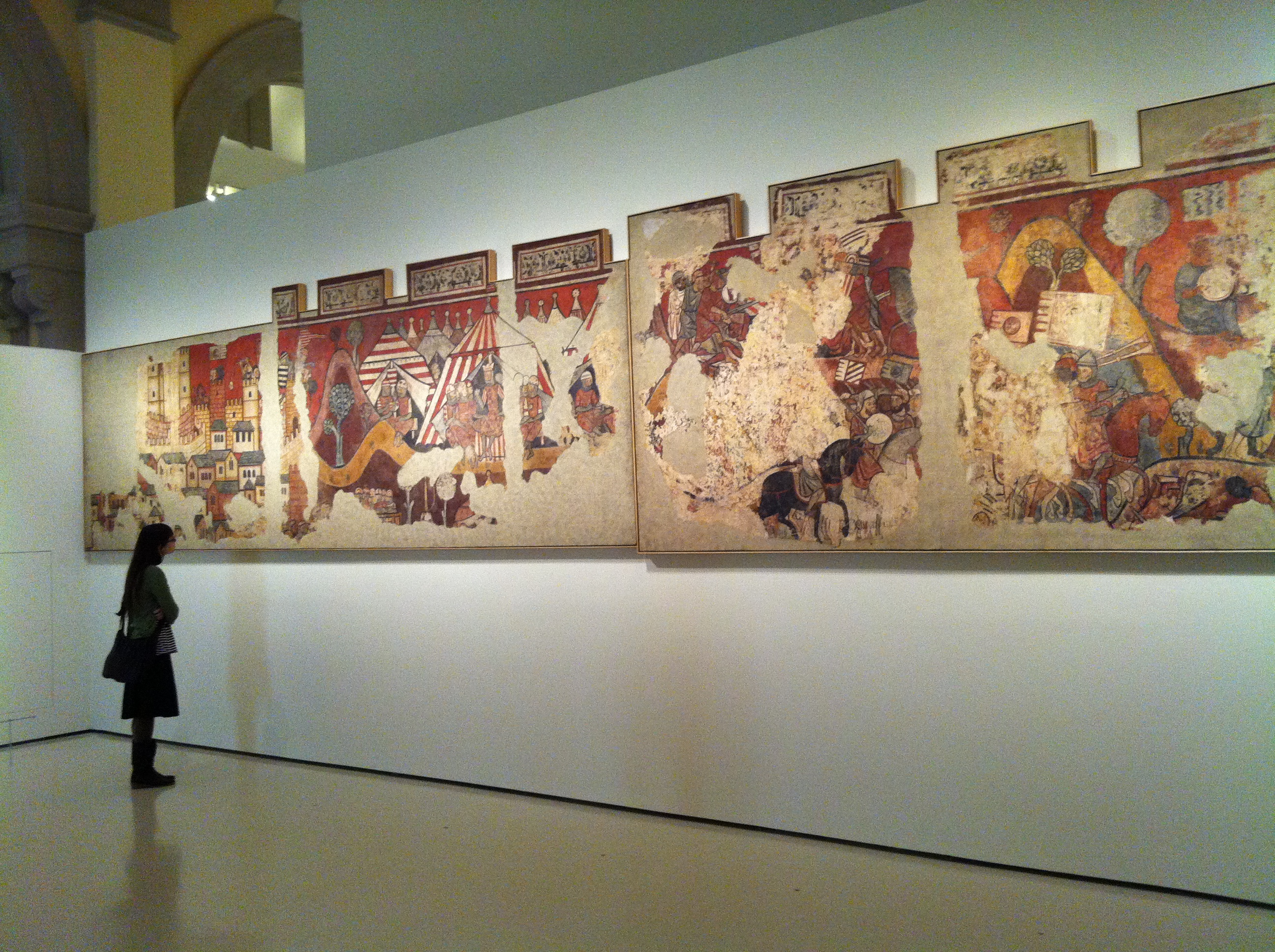
Pinturas murales de la conquista de Mallorca, encontradas en el palacio Aguilar, actualmente expuestas en el MNAC

El museo Picasso ocupa cinco grandes centros o palacios de calle Montcada de Barcelona, fechados entre el siglo XIII y el XIV, ocupando un área total de 10 628 m². Los edificios siguen el estilo del gótico civil catalán. Cada uno de los cinco edificios está construido siguiendo un patrón similar, alrededor de un patio interno provisto de una escalinata exterior que permite el acceso a las plantas nobles. Estos cinco palacios son:

### Palacio Aguilar
El Palacio Aguilar (Montcada, 15) fue el primer palacio ocupado por el museo. El edificio, construido probablemente sobre la residencia de Jaime Ses Fonts, un importante personaje de la vida barcelonesa del siglo XIII, data del siglo XIII, pero se hicieron unas remodelaciones considerables entre el XV y el XVIII. Entre los siglos XIII y XIV perteneció a varios nobles de la Corte de Aragón, hasta que en 1386 la familia burguesa Coromines-Desplà adquirió ello, para venderlo 14 años más tarde a Berenguer de Aguilar, de quien tomó el nombre. Posteriormente, sus propietarios fueron varios miembros de la burguesía catalana entre ellos, Juan Picasso González, militar y propietario textil, tio segundo del artista malageño Pablo Picasso, quien aprovechó el ambiente selecto para exponer algunas obras en sus periodos vacacionales en la residencia. El 3 de noviembre de 1953, el edificio fue comprado por el Ayuntamiento de Barcelona. Durante una restauración realizada en los años 60, al sacar el revoque de una de las salas se encontraron unos restos de pinturas del siglo XIII, que hoy en día se exhiben en el Museo Nacional de Arte de Cataluña. Se trata de unas pinturas murales de la conquista de Mallorca de 1229, donde aparecen calderos y rosas, lo que hace pensar que el palacio perteneció al linaje Caldes y los Desvall. Destaca arquitectónicamente el patio central del edificio, del siglo XV, con una escalera descubierta y una galería de arcos góticos apuntados.

### Palacio del Barón de Castellet
El Palacio del Barón de Castellet (Montcada, 17) es un palacio de época medieval que también fue remodelado por los antiguos propietarios durante el siglo XVIII. Creado en el siglo XIII, durante el siglo XV fue propiedad de la familia Gerona, y en los siglos posteriores fue cambiando de manos entre familias burguesas y aristócratas de Barcelona. Debe su nombre a que, en 1797, el entonces propietario Mariano Alegre de Aparici i de Amat recibió el título nobiliario de Barón de Castellet, de manos del rey Carlos IV. El palacio, como era costumbre, fue edificado en torno a un patio central. Destaca un relieve con temática religiosa que se puede observar en su fachada, realizado durante el siglo XVI. En el interior, se puede ver un salón neoclásico en la planta principal, de mediados del siglo XVIII, donde se encuentran elementos de mármol y relieves policromados. A la muerte del barón, el edificio fue legado al Hospital de la Santa Cruz, quien lo alquiló a diferentes inquilinos hasta que lo vendió a la familia Ríos. El Ayuntamiento lo adquirió en los años 50 del siglo XX.

### Palacio Meca
El Palacio Meca (Montcada, 19) es un palacio edificado entre el siglo XIII y el XIV. También sufrió una reforma como el resto de palacios durante el siglo XVIII y también se articula en torno a un patio central, según el modelo de la época. Cabe destacar los artesonados medievales policromados de la planta principal y algunos techos decorados durante el siglo XIX. Se conserva documentación que otorga la propiedad del palacio en 1349 a Jaime Caballero, entonces consejero del Ayuntamiento de Barcelona. Su nieto, Ramón Desplà y Caballero, convertiría el palacio en el más importante de todo alrededor. Posteriormente, pasó a ser propiedad de la saga de los Cassador (o Cazador), marqueses de Ciutadilla. El primer propietario de esta familia, José Meca y Cazador, le dio el nombre actual al palacio. La siguiente familia propietaria sería la Milans, quien reformó el edificio después de haber sido muy dañado durante el bombardeo de 1714. En 1901 el edificio fue donado a los Hermanos de la Doctrina Cristiana y se instaló el Montepío de Santa Madrona. Con el tiempo el Montepío se integró dentro de una entidad bancaria, quien cedió el edificio al Ayuntamiento el 5 de diciembre de 1977. El Palacio Meca se reinauguró como parte del museo el 11 de enero de 1982.

### Casa Mauri
La Casa Mauri (Montcada, 21) está fechada en el siglo XVIII, pero está edificada sobre estructuras mucho más antiguas, de la época romana, cuando el espacio se encontraba ocupado en los suburbios de Barcino. Destaca la celosía de madera de la fachada, casi el único ejemplar en Barcelona de este sistema de cierre típico del siglo XVIII. Se piensa que inicialmente el terreno formaba parte de las dependencias del palacio Meca. Se sabe que entre 1378 y 1516 fue propiedad de la familia Rocha. Se pierde la pista de los siguientes propietarios hasta el año 1716, cuando es propiedad de F. Casamada. Durante el siglo XIX se hicieron varias reformas. Siendo propietario Josep Vidal-Ribas i Torrents, el edificio llegó a tener usos industriales como almacén de droguería, hasta que fue comprado por las confiterías Mauri en 1943, empresa que le dio el nombre, hasta que, en 1999, fue adquirida por el Museo Picasso.

### Palacio Finestres
El Palacio Finestres (Montcada, 23), construido sobre las bases de un edificio del siglo XIII, ocupa el espacio de una antigua necrópolis romana. Entre 1363 y 1516 el espacio perteneció al linaje de los Marimon. Se desconocen los propietarios hasta 1698, cuando lo adquirió la familia Dalmases, ya propietarios de otro palacio en la misma calle (Palau Dalmases, Montcada, 20). En 1872, el propietario de la Casa Mauri, José Vidal-Ribas y Torrents, compró el edificio para anexarlo a la casa, y el Ayuntamiento en 1970. Presenta unas arcadas en la planta baja, añadidas durante una reforma del siglo XV y ampliadas en los siglos XVII-XVIII. En la planta noble se encuentra el techo artesonado de finales del siglo XIII, actualmente restaurado, así como dos ventanales trigeminados, con columnas. Actualmente se utiliza como sala de exposiciones temporales.

### Centro de Conocimiento e Investigación

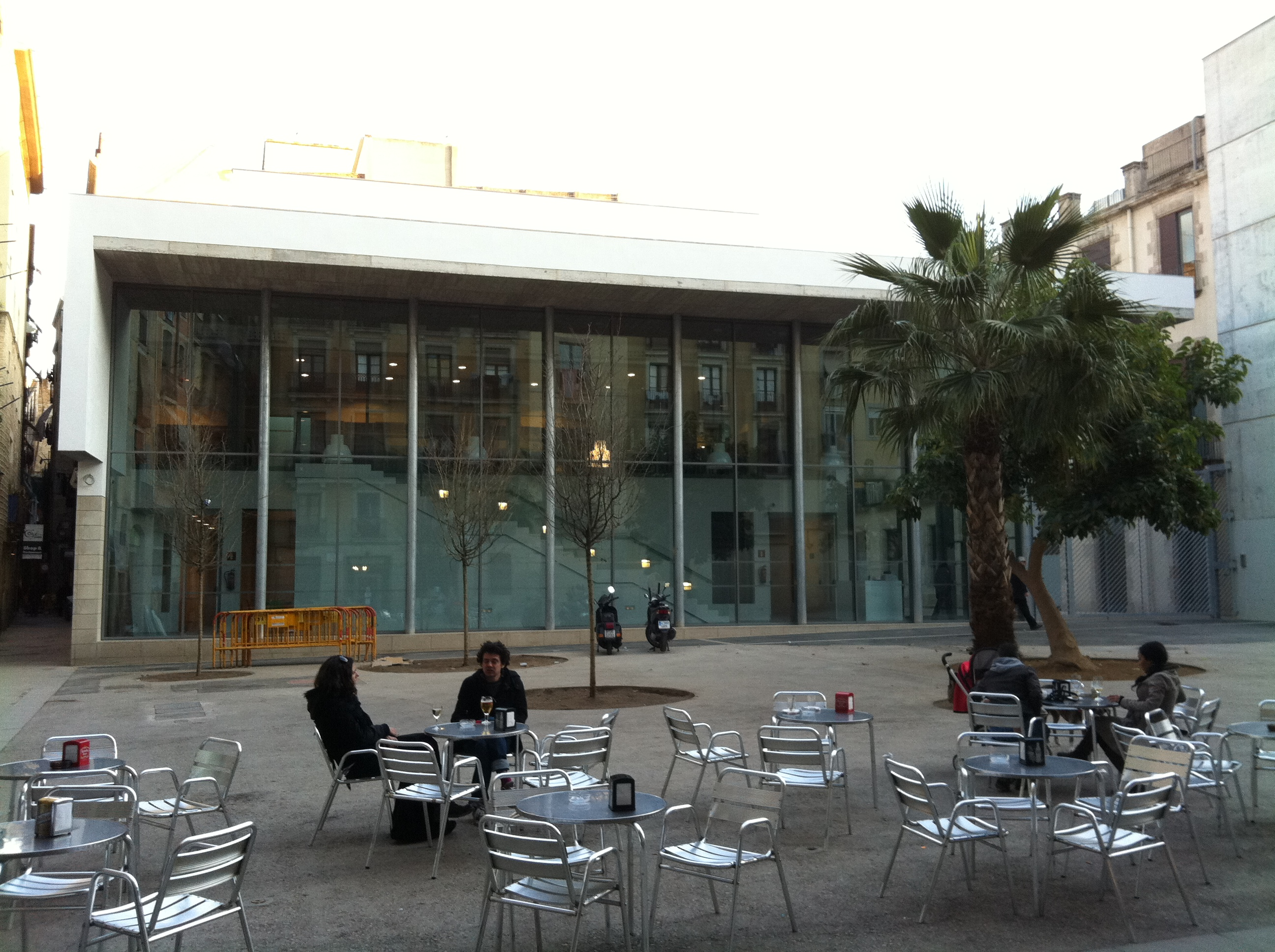
Centro de Conocimiento e Investigación del Museo Picasso

El 17 de febrero de 2011 se presentó a la prensa el nuevo Centro de Conocimiento e Investigación del Museo Picasso, un edificio de nueva planta ubicado en la plaza Sabartés, obra del arquitecto Jordi Garcés. El espacio quiere ser un lugar de referencia internacional tanto en el estudio del artista como de su contexto artístico y social, convirtiéndose, según el director Pepe Serra, en un espacio para la discusión, el diálogo, el debate y el conocimiento y no un espacio de consumo. La responsable de este espacio es Sílvia Domènech, encargada entre 1997 y 2007 del Archivo Fotográfico de Barcelona.
Jordi Garcés, quien ya realizó la anterior ampliación del museo, ha proyectado un edificio de 1.500 metros cuadrados con fachada transparente de vidrio protegido por un voladizo, que acoge un centro pedagógico en la planta baja, con cuatro espacios polivalentes destinados al servicio educativo del Museo. La primera planta está destinada a la biblioteca, el centro de documentación y el archivo del Museo. La planta del sótano se dedica a los servicios internos (vestuarios, zonas de descanso...) Las obras de construcción se iniciaron el 10 de julio de 2009 y finalizaron el 16 de febrero de 2011, suponiendo una inversión de 6,7 millones de euros.

## La colección permanente
La mayoría de las pinturas que se exponen en el museo corresponden al periodo comprendido entre 1890 y 1917. Se trata de una colección muy importante en cuanto a determinados momentos de la vida de Picasso, como son su época infantil y escolar - Málaga, La Coruña y Barcelona, entre 1890 y 1897 - cuando hizo obras como Ciencia y caridad, de 1897 y la formativa en Barcelona y Horta de San Juan y Madrid, entre 1897 y 1901. También hay obras de su periodo azul y obras de su período barcelonés en 1917, como Arlequín. El museo dispone de muy pocas pinturas posteriores a 1917, exceptuando la serie de Las Meninas, pintada en 1957.
La colección de grabados y litografías comprende básicamente el período entre 1962 y 1982. El propio Picasso entregó al museo una copia de cada una de sus obras producidas después de la muerte de Sabartés en 1968. Además, se incluyen algunas de las ilustraciones que realizó para diversas ediciones de libros. La exposición del museo se completa con la cerámica, dada por Jacqueline, viuda del artista.
Entre 2009 y 2010 se ha habilitado una visita en línea en la colección permanente del museo a través de su web. Actualmente (octubre de 2010) se puede consultar más del 65% del fondo del museo vía internet.

### Los inicios: Málaga, 1890 - La Coruña, 1891 a 1895 (Sala 1)
Picasso entró en contacto con el arte desde pequeño. Su padre era pintor, profesor de bellas artes y conservador del Museo del Patrimonio Municipal. En esta sala se pueden ver algunos de los pocos dibujos existentes de este primer periodo, marcados por un trazo y una composición de carácter infantil pero con un cierto tono académico, intentando emular a su padre. De la época en La Coruña, se pueden ver los dibujos que comenzó a realizar como ejercicios y algunas pequeñas tablas al óleo. Entre ellos las obras Retrato de Viejo, y Hombre con boina.
Obras destacadas:
- Hombre con boina
- Retrato de la madre del artista
- Retrato del padre del artista
- Autorretrato
- Autorretrato con peluca

### Formación Barcelona, 1895 - 1897 (Salas 1, 2 y 3)
En Barcelona, Picasso se inscribió en la Escuela Llotja. En estas salas se pueden ver una serie de dibujos y óleos académicos, donde sobresalen los dibujos al natural y algunos aspectos relacionados con lugares concretos de la ciudad donde ejercitó la pintura al aire libre. También se puede ver el primer óleo que presentó en la III Exposición de Bellas Artes e Industrias Artísticas de Barcelona, Primera Comunión, hecho sólo con quince años, y el Retrato de la tía Pepa, posiblemente el retrato más importante de su fase formativa. La obra de 1897 Ciencia y caridad, un cuadro influenciado por realismo social, llamó la atención en los medios artísticos de la época, siendo una de sus obras maestras de juventud y con la que obtuvo una mención honorífica en la Exposición Universal de Bellas Artes de Madrid.
Obras destacadas:
- Paisaje montañoso
- Retrato de la tía Pepa
- Ciencia y caridad
- Playa de la Barceloneta

### Madrid - Horta de San Juan, 1897 - 1899 (Sala 3)
En este espacio se pueden ver obras de cuando el artista pasó un tiempo en Madrid, estudiando en la Real Academia de Bellas Artes de San Fernando, de la que el artista renegó públicamente. Cuando regresó a Barcelona, enfermó de la escarlatina y se fue a Horta de San Juan, pueblo de su amigo Pallarès. También hay obras de este periodo, cuando realizó pinturas de ambiente rural, donde queda patente su tratamiento de la luz y la espontaneidad de su pintura.
Obra destacada:
- El mas del Quiquet

### Barcelona, 1899 - 1900 (Vanguardismo) (Sala 4)

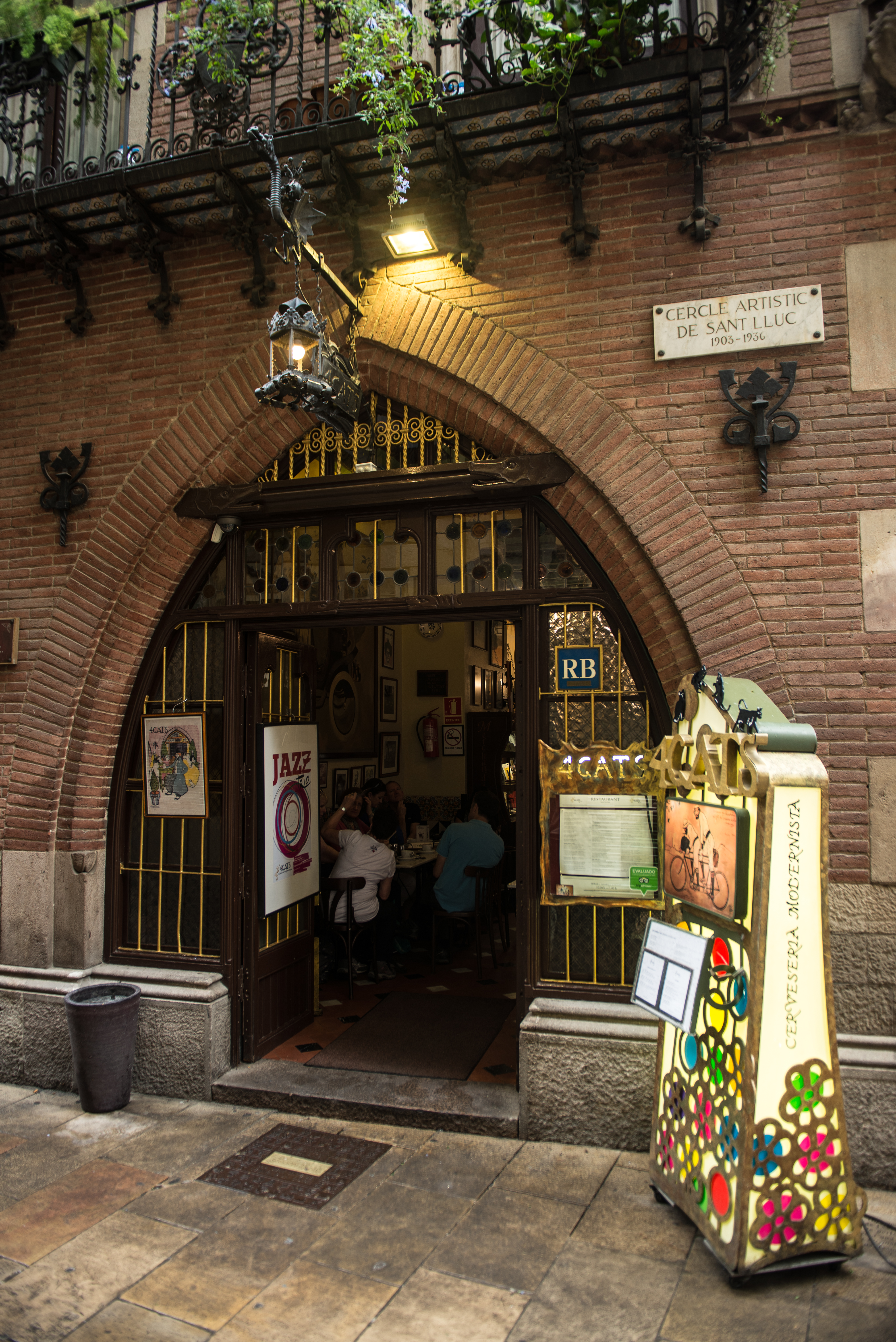
Els Quatre Gats

En estos espacios se muestran las pinturas de cuando Picasso entró en contacto con el vanguardismo catalán y el círculo de Els Quatre Gats, donde estableció amistad con personajes como Carlos Casagemas, Jaime Sabartés, Joaquim Mir, Isidre Nonell y Ramón Pichot, entre otros.
Obras destacadas:
- Retrato del escritor Ramon Reventós
- Poeta decadente
- La calle de la Riera de San Juan, desde la ventana del estudio del artista

### París, 1900 - 1901 (Salas 5-7)
Esta parte de la exposición recoge las primeras experiencias de Picasso en París. Llegó a la ciudad durante el otoño de 1900 y entró en contacto con las vanguardias europeas, centrándose en el impresionismo, el puntillismo y los nabis.
Estas obras muestran su observación del París nocturno, y de sus personajes ambientes. A nivel estético, en este periodo las obras muestran una aplicación de la pincelada más bien media, ligera y áspera, realizada con colores cálidos.
Obras destacadas:
- El diván
- El abrazo
- El final del número
- Barraca de feria
- Al camerino
- Bodegón
- La espera (Margot)[22]

### Época Azul, 1901 - 1904 (Sala 8)
En este período el azul, este tono se convierte en el color más presente en su obra, llegando progresivamente hasta obras casi monocromáticas al final de la etapa. Utiliza el color como simbolismo, dándole un cierto tono más espiritual a sus obras.
Obras destacadas:
- La mujer de la cofia
- Azoteas de Barcelona
- Desamparados
- El loco
- Cabeza de mujer (Fernande)
- Mujer sentada (escultura)

### Época Rosa, 1905 - 1906 (Sala 9)
En este período comienza a ampliar de nuevo su paleta de colores, centrándose en el mundo de los saltimbanquis y del circo. También pasa una temporada en Gósol, donde comienza a realizar investigaciones del volumen y empieza a sentir interés por el arte ibérico.
Obras destacadas:
- Retrato de la señora Canals
- Arlequín

### Barcelona, 1917 (Salas 10 y 11)
Antes de volver a Barcelona, Picasso entra en contacto con el mundo del ballet. En esta época conoce a la bailarina Olga Khokhlova, con quien más tarde se casaría. De este periodo se pueden ver una serie de obras que muestran la búsqueda de Picasso de nuevas fuentes y recursos plásticos. En Arlequín, por ejemplo, Picasso se inspira en el clasicismo, tanto en la forma como en las tonalidades. Este cuadro fue la primera obra del autor que ingresó en un museo barcelonés.
Obras destacadas:
- La ofrenda
- Caballo corneado
- El Paseo de Colón
- Blanquita Suárez
- Copa y paquete de tabaco

### Las Meninas (Salas 12 y 13)

Las Meninas originales, de Velázquez

En esta zona se expone la serie de Las Meninas, realizada por Picasso entre agosto y diciembre de 1957, analizando la obra de Las Meninas de Velázquez. Se trata de una suite de 58 obras, 48 de ellas dadas por el propio Picasso al museo en 1968. El conjunto de obras demuestra un profundo estudio del ritmo, color y el movimiento de la obra de origen, así como grandes dosis de imaginación por parte del artista.
Obras destacadas:
- Las Meninas (conjunto )
- Las Meninas (infanta Margarita María )

### Los Pichones y Picasso Ceramista (Salas 15 y 16)
Picasso pasó el verano de 1946 en Vallauris, donde conoció un matrimonio propietario de una fábrica de cerámica, lo que contribuyó a que empezara a trabajar este material. Durante los años siguientes intensificaría sus trabajos como ceramista, buscando resultados experimentales durante los procesos de manipulación y cocción. El museo Picasso contiene 41 piezas de este periodo, dadas por Jacqueline Picasso en 1982.
Obras destacadas:
- Cerámica: Escena de corrida con pescado
- Los pichones
- Hombre sentado
- Pintor trabajando

### Espacio Sabartés (Salas S)
El Museo ha dedicado un espacio a su primer promotor, Jaime Sabartés, secretario personal y amigo íntimo del pintor. Una de las obras más destacadas de este espacio es el retrato que Picasso le hizo con gorguera, pintado en Royan en 1939.
Obra destacada:
- Retrato de Jaume Sabartés con gorguera y sombrero

### Grabados (Salas G)
Picasso fue uno de los grandes maestros del grabado moderno. Realizó una intensa producción de más de dos mil obras, muchas de las cuales se encuentran en el museo. Por razones de conservación preventiva, no todos los grabados relevantes se encuentran expuestos. El Museo tiene una gran colección de obra grabada y litografiada del artista, que comprende unas mil quinientas estampas. Algunas son donación de Jaime Sabartés, uno de los artífices del museo. Una parte importante las dio el propio Picasso cuando rindió homenaje a Sabartés en su muerte, y se comprometió a dar, desde entonces y hasta el final de su vida, un ejemplar de cada obra grabada que produjera. El resto son donaciones de otros benefactores y obras que ha ido adquiriendo el museo. Estas salas fueron abiertas en 2008.
Obras destacadas:
- La Minotauromaquia
- Suite Vollard
- Sueño y mentira de Franco
- Las metamorfosis de Ovidio
- Ilustraciones de la Celestina

## Exposiciones temporales

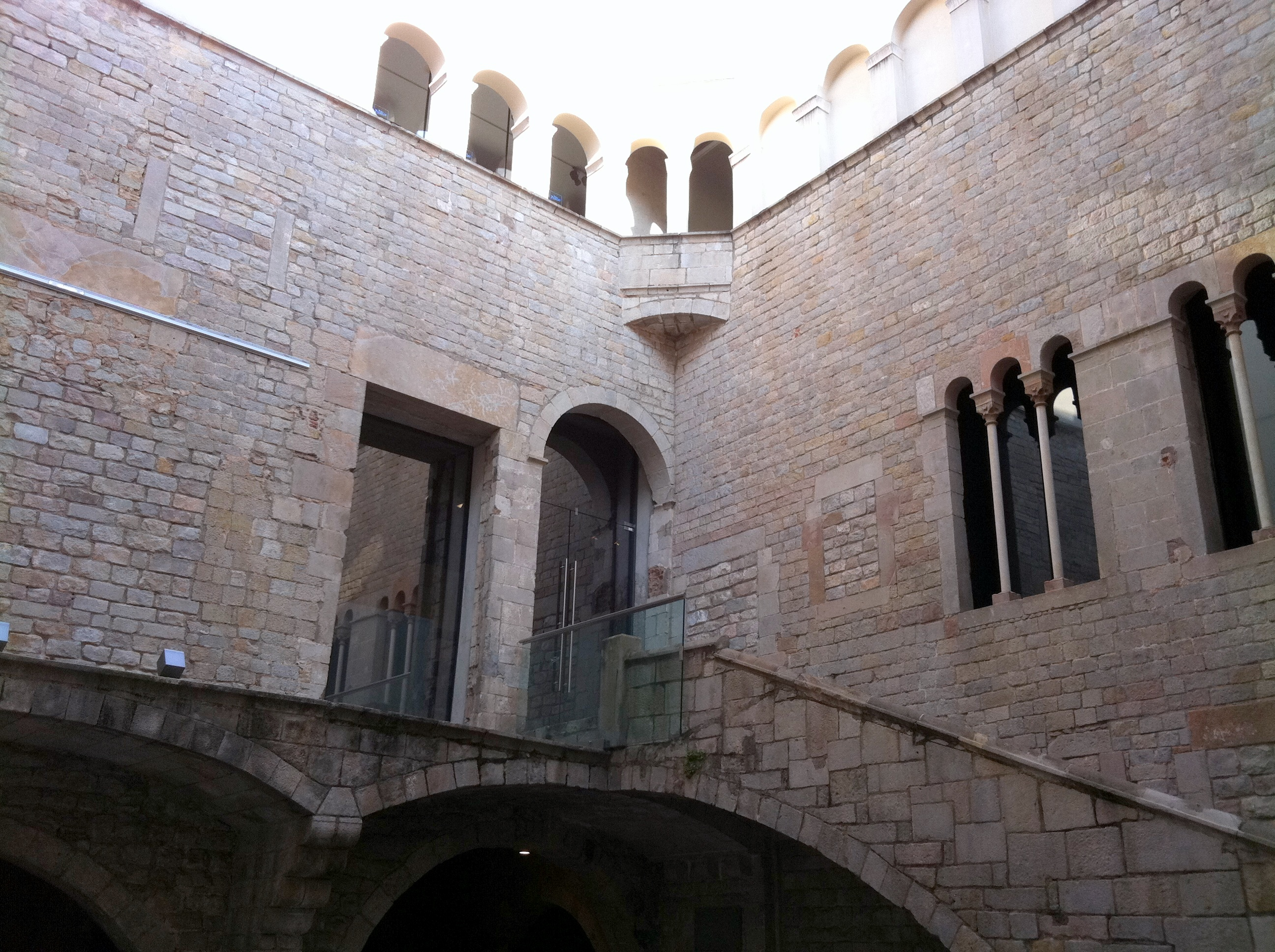
Entrada a las exposiciones temporales por el Palau Finestres

El Museo Picasso ha realizado decenas de exposiciones temporales desde que fue inaugurado. A menudo, estas exposiciones están relacionadas con la figura del pintor o con temáticas relacionadas con su ambiente, intentando buscar y revisar la obra y los estudios del pintor malagueño. También se han realizado exposiciones donde se analiza la relación entre Picasso y otros artistas, como Picasso vs. Rusiñol, celebrada durante el 2010. En alguna ocasión también se ha organizado alguna exposición itinerante, como Tauromaquia. Pinturas, dibujos y grabados en la colección del Museo Picasso de Barcelona que se pudo ver en el Museo de Art Nouveau y Art Déco de Salamanca durante el 2010. También realizan pequeñas exposiciones focalizadas en un solo tema, llamadas displays, como la que analiza el cuadro Ciencia y caridad , mostrando los resultados de estudios radiográficos y de reflectologia, u otra que analiza una exposición que se realizó sobre Picasso en Barcelona en 1936, Sala Esteva. Exposición Picasso, 1936.

## Servicios

### Biblioteca

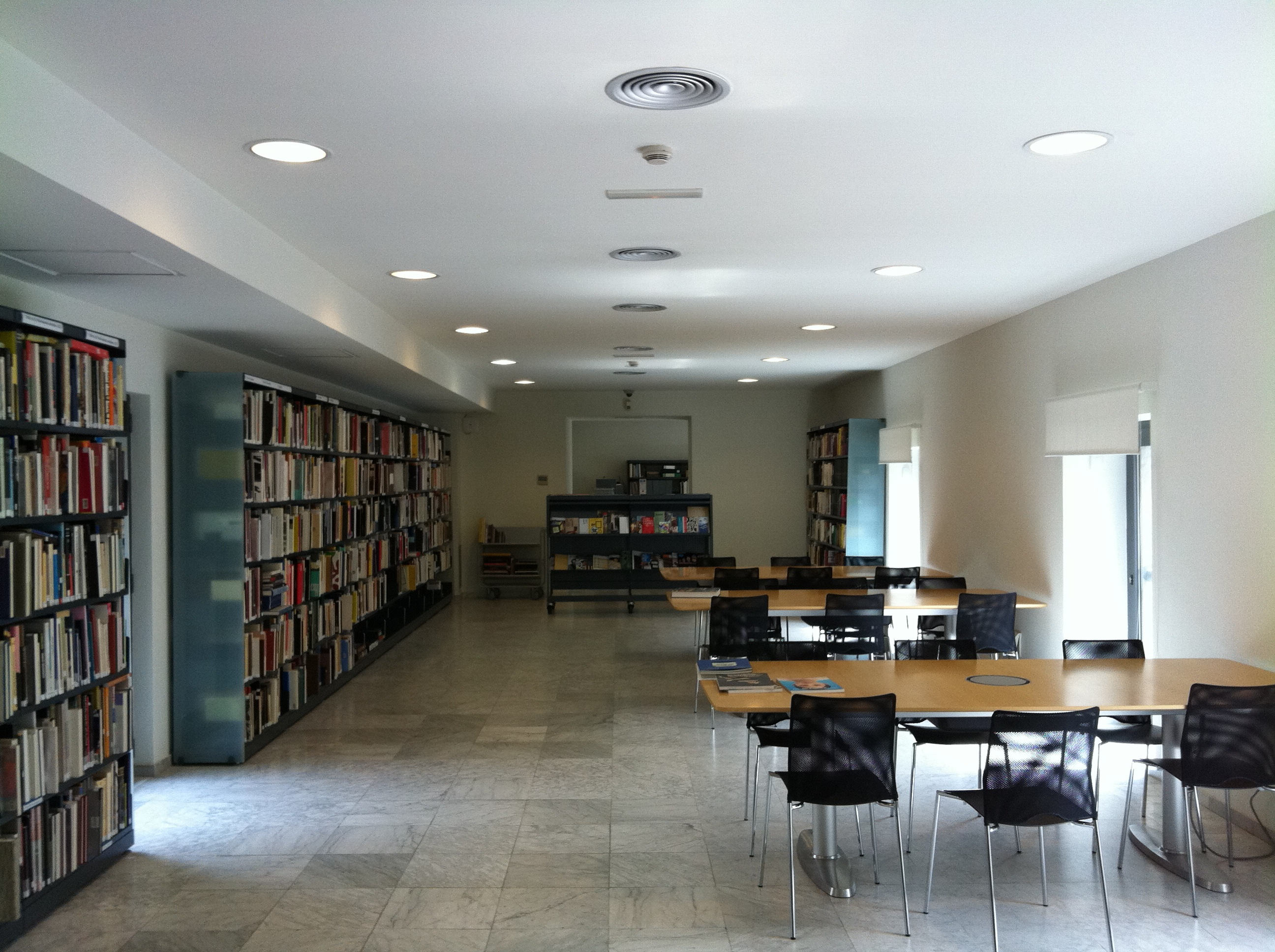
Biblioteca del museo.

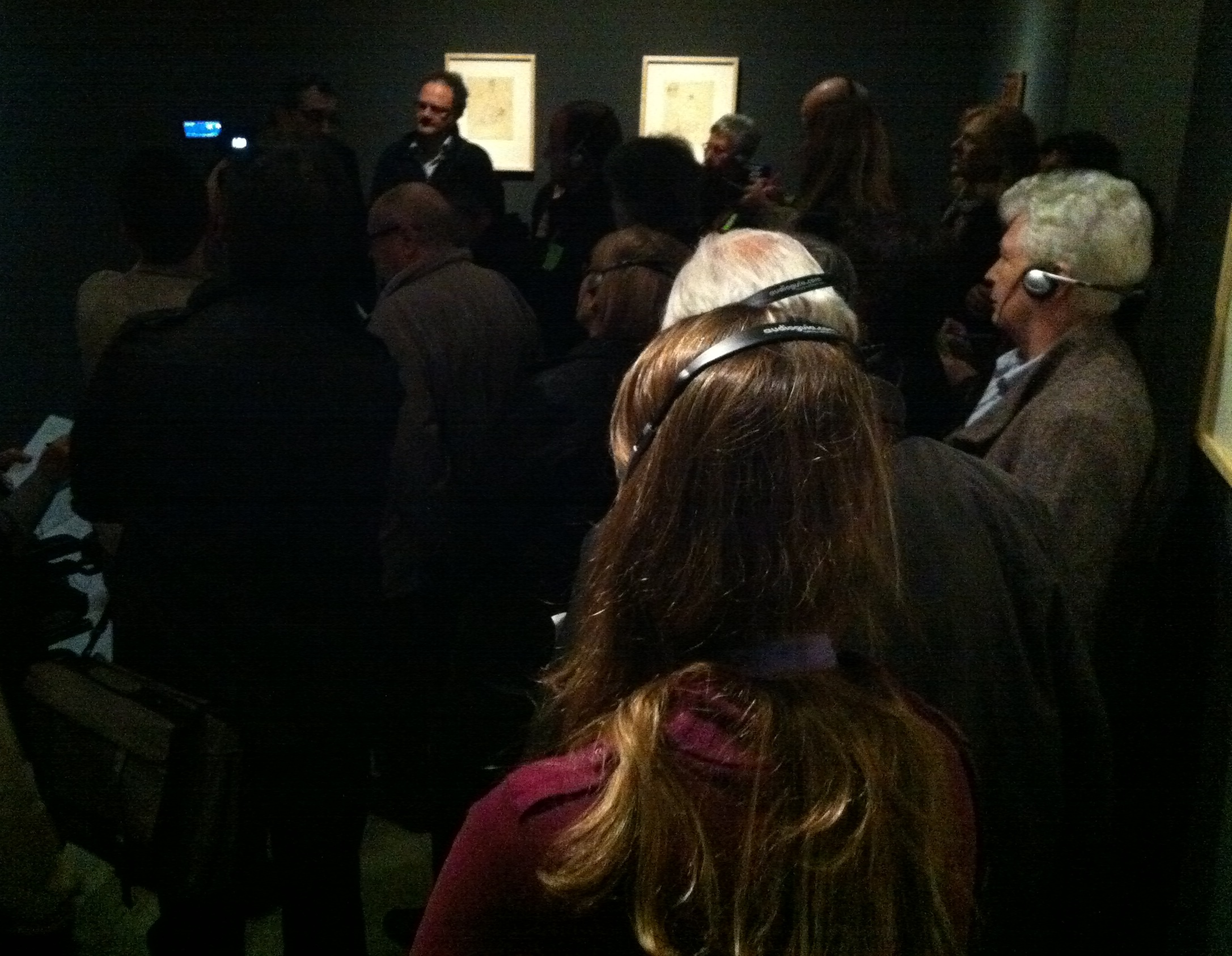
Visita guiada por Francesc Fontbona, historiador.

El Museo dispone de una biblioteca pública y gratuita de más de seis mil referencias, ubicada en la tercera planta del Palacio Aguilar. Se trata de un espacio de consulta con un fondo documental sobre la vida y obra del artista, así como de su contexto artístico, abarcando prácticamente todos los movimientos pictóricos del siglo XX. Para acceder hay que concertar una visita previa.
En la biblioteca se pueden encontrar desde catálogos de exposiciones de Picasso hasta ediciones de bibliófilo. También hay colecciones de algunas de las revistas del vanguardismo catalán de principios del siglo XX, donde Picasso colaboró o apareció a menudo. También dispone, con acceso restringido, de una colección de libros de artista con ilustraciones del propio Picasso o de otros artistas de renombre.

### Actividades educativas
Uno de los aspectos a destacar del Museo Picasso es la cantidad de servicios y propuestas formativas y de ocio para las familias y los centros educativos. El museo cuenta con un departamento específico y un apartado en la web donde se pueden descargar recursos para realizar actividades educativas durante la visita, dirigidos tanto a profesores de primaria, como de secundaria o bachillerato. Organiza tanto visitas comentadas para adultos, como dinamizadas adaptadas a los diferentes niveles educativos, tanto en la colección permanente como en las exposiciones temporales. El museo también organiza conferencias, seminarios y diferentes actividades en colaboración con otras instituciones, como la UOC, el festival Griego, el Hospital San Juan de Dios, la Universidad Pompeu Fabra y la Escuela Eina, entre otros.

### Conservación preventiva y Restauración
El museo dispone de su propio equipo de conservación preventiva y de restauradores, para garantizar que las obras de la propia colección estén en las mejores condiciones posibles para las futuras generaciones. Desde este departamento se estudian y se documentan tanto las obras como los materiales que Picasso empleó con el objetivo de mejorar la comprensión de su obra. También se establecen las medidas más adecuadas de protección ambiental y se establecen los protocolos de seguridad más adecuadas.

## Directores
- Joan Ainaud de Lasarte (1963 - 1966)
- Rosa Maria Subirana (1966 - 1983)
- María Teresa Ocaña i Gomà (1983 - 2007)
- Josep Serra (2007 - 2011)
- Bernardo Laniado-Romero (2012 - 2016)
- Emmanuel Guigon (2016 - )